# Лагодовські

Варіант гербу Корчак

Лагодовські гербу Корчак — руський (український) боярський та шляхетський рід, який брав свій початок від короля Русі Данила Романовича.

## Відомості
За даними польського генеалога Адама Бонецького, Діонісій (Дениско) з Підгайців, записаний у 1397 році свідком однієї з грамот, писаної в Глинянах, мав 4 синів: Івашка, Юрія, Дмитра і Каленика (Фелікса Каленика), які почали звично підписуватись як Лагодовські.
Великий князь Волинський Федір Любартович (бл.1351—1431), син князя Любарта-Дмитра, надав землі навколо сучасного с. Лагодів славному і заможному лицареві Лагодовському — «пану на Лагодові». За це Лагодовський був зобов'язаний з дружиною надавати Федору Любартовичу допомогу при обороні княжих сіл та міст, будувати замки, направляти дороги, давати підводи та платити податки.

### Представники
- Дениско (Діонісій), у документах його називають «з Погорілець» або «з Підгаєць»; Р. Бучко (дослідник історії Винник) стверджує, що мав шестеро дітей[1]
  - Івашко з Вишнева та Виняр
  - Юрій з Підгайців, правдоподібно, не мав нащадків
  - Дмитро (пом. 1470[2][1]) — руський військовик і політик, продав за 200 гривень своє село пол. Woskrzemincze Пйотру Одровонжу зі Спрови,[3] у 1440 році «відприсяжився», що в цілому не винен та не перешкоджав передачі Кременецького замку Короні, підписав конфедерацію 1464 року проти Одровонжа, у 1466 році подав позов на Яна Нарайовського через те, що той охрестив служницю-русинку за католицьким обрядом; дружина — Анна, дідичка частини Сідлиськ[4], Дворища, частини Під'яркова, Смерекова[2]
    - Марухна (Маруся), дружина Василя Свистельницького[2]
    - Ванько — у 1515 р. Ванько володів 30 селами, були серед них Винники та Підберізці. Остання згадка про Ванька Лагодовського датується 1537 р.[1] дружина — Анна, з нею у 1494 році продали село Ясенів шляхтичу Пйотру Олеському за 300 гривень, був буським войським (за Несецьким, ще у 1537[5]), жив принаймні у 1537 році (це твердження також є у Несецького[5])
      - Івасько (Івашко) Ванькович зі Станимиру,
        - Захарій Ванько — чоловік Богдани Семашко (її батько Василь (пом. 1561) — луцький замковий суддя),[6] яка після смерті знову вийшла заміж (всього — 5 разів)[7]
        - Олександр Ванько, дружина — Барбара з Сенна; 1569 р. король Сигізмунд II Август видав мандат про повернення Олександру Лагодовському незаконно відібраного маєтку — с. Винники з прилеглими пасікою і ставком.
          - Іван (Ян) Лагодовський — католик, син Олександра Ванька Лагодовського. Був депутатом на трибунал (1598 р.), послом на Волинському сеймі (1607 р.) і волинським каштеляном (1617 р. — 1622 р.). 1613 р. під час перебування на засіданнях Коронного трибуналу в Любліні мав змогу вперше ознайомитися з діяльністю місцевих Кармелітів Босих. Є згадка про напад Яна на сусіднє село Чишки: «Ян Лагодовський з Винників: у 1592 р. він набрав собі з лісу, який належав монахам, деревини на 15 000 гривень, а у 1603 р. вивіз звідти ж 5 000 возів деревини». Мав шестеро дітей: Станіслав (ротмістр[8]), Олександр (його не згадує Несецький[8]), Марко, Микола,[8] Андрій, Юрій і Анна[1] — дружина нурського каштеляна Станіслава Бжуски[8] За К. Несецьким, його ім'я Єронім.[8]
            - Станіслав (пом. 1626) — ротмістр[8], А. Бонецький припускав, що був сином іншої матері, оскільки був убитий братами Олександром і Марком; його вдова Гальшка Хриніцька стала дружиною воєводича мінського Павла Паца
            - Олександр, навчався в Антверпені, (його не згадує Несецький[8]),
            - Марко,
            - Микола,[8]
            - Юрій, навчався в школах єзуїтів у Львові (зокрема, 1626 року), у тому ж році отримав баніцію разом з братами Олександром і Марком,
            - Андрій (пом. 1654[9] чи 1653 р.[10]) — дерптський підкоморій і бібрецький староста, володар Винник, військовий діяч,[1][11] дружина — Анна Даровська
            - Анна, тричі виходила заміж: перший чоловік — Микола Малинський (†1627), другий — Станіслав Кіліян Боратинський гербу Сокира[12] (†1632, або 1639[12]), третій — нурський підкоморій[13] (чи каштеляна[1]) Станіслав Бжоска (або Бжуска[8])), власниця Гримайлівського «ключа» (зокрема, сіл Калагарівка, Остап'є,

          - Андрій; у 1609 р. він та дружина Софія з пол. Przezwok продали за 33 000 флоринів (злотих[14]) львівському католицькому архиєпископиу Яну Замойському гербу Ґримала села Підгайчики, Погорільці, Станимир, Туркотин, Дворища і Залуку. Акт купівлі-продажу уклали у Львові 9 січня 1609 року.[14] Андрій був львівським поборцею[15] (1606 р.) і земським писарем (1612 р.). Помер 1614 р.[10]
          - Кіліан, ще жив у 1597 р.[1]

  - Каленик (Фелікс Каленик) з Підгаєць, Залуки, Погорільців
    - Петро, за Бонецьким, один з синів, який писався Лагодовським, у 1486 році староста у Кам'янці-Струмиловій з «рук» Струмилів, за відмову йти на війну у нього конфіскували певні маєтки (половина Вижнян, також Куровичі, Печеніги Солові, Шидлів, суми на Розворянах), вбитий наприкінці 1497 році селянами з Батятичів[2]
    - Мартин
    - Яків
    - Анна, дружина Сенька Галки з Глещова

Р. Бучко, дослідник історії Винник, пише: «Геральдики наводять ще два покоління — Іваська Ваньковича, якого оскаржує львівський канонік РКЦ Понятовський за різні утиски та несплату десятини і „проклинає“ (означає відлучення від церкви) з конфіскацією дібр аж до знесення „прокляття“ у 1539 р., хоча раніше він оправдався від закиду про грабунок Винник та Підберізців. Його батько придбав ці села у Струмила, але вдова Єлизавета Струмилова мала якісь претензії. Інших відомостей про Іваська нема. Не відомо також нічого про його дружину. Теоретично Івасько і Ванько могли б бути однією особою, бо лише одна дитина у сім'ї на цей час була рідкістю. Дружина Ванька — Анна, про її походження інформація відсутня. Друге покоління у згаданих геральдиків, яке пропустили Владислав Лозинський, а за ним Влох, — четверо дітей Іваська Ваньковича, серед них Олександр Ванько Лагодовський (1525—1574 рр.) успадкував серед інших сіл Винники. Ймовірно, проживав у Винниках, бо конфліктував з львівськими райцями і збирав податки».
- Ванько Струмило — маєток у Винниках «передав» львівському каштеляну Вацлаву Яну Замойському[5]

- Марухна — перша дружина придворного короля, князя Матвія Васильовича Святополк-Четвертинського (†1562)[17]

## Вшанування пам'яті
У Винниках (біля Львова) одна із вулиць міста названа імені Лагодовських.